# Asahi, Toyama
Asahi (japanska: 朝日町?, Asahi-machi) är en landskommun i Toyama prefektur i Japan. Kommunens centrala delar ligger längs Japanska havet.